# Волоська Воля
Волоська Воля (або Волоша, Волосковоля, пол. Wołoskowola) — село в Польщі, у гміні Старий Брус Володавського повіту Люблінського воєводства. Населення — 325 осіб (2011).

## Історія
Давнє українське село Холмщини.

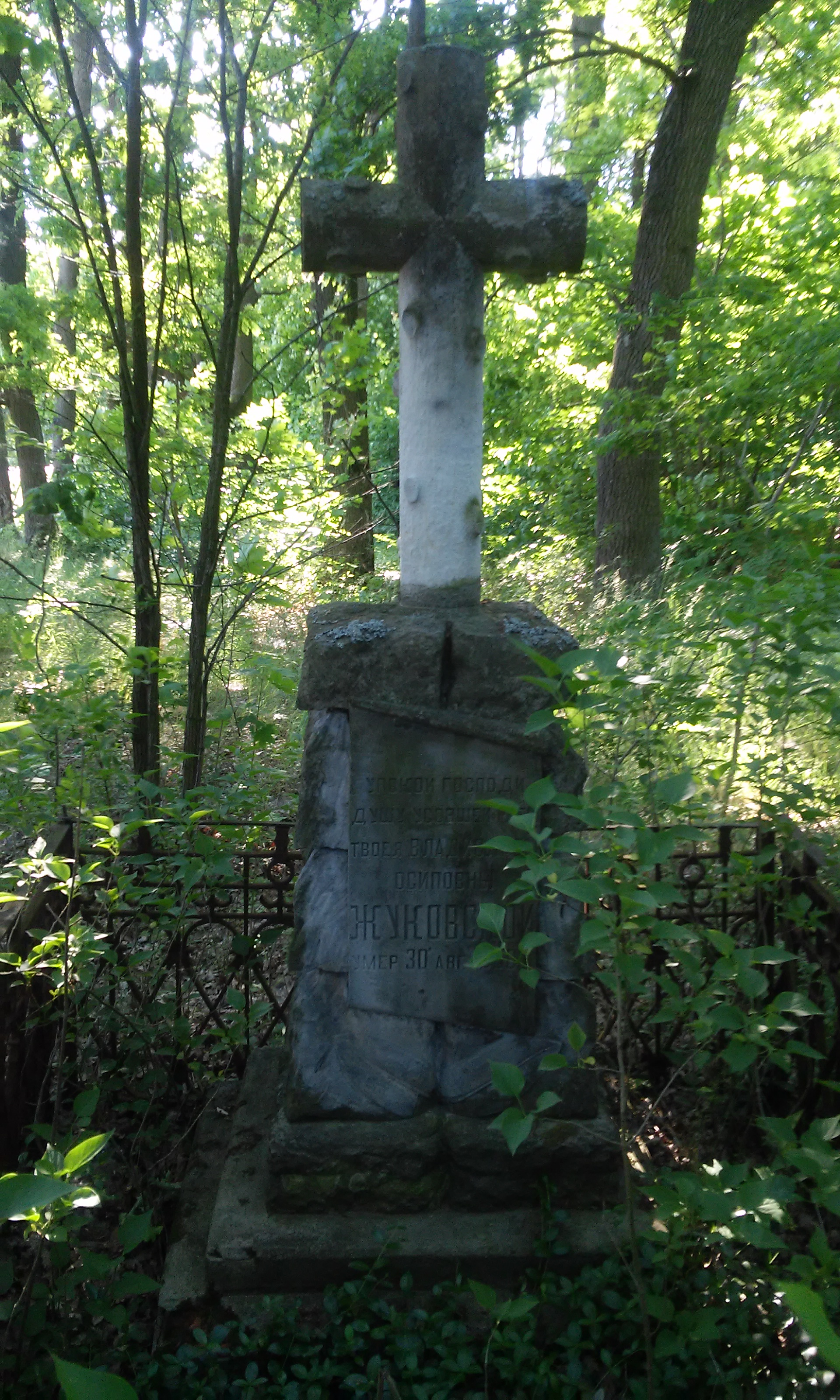
Надгробок на православному цвинтарі

1511 року вперше згадується православна церква в селі.
У 1827 р. налічувало 40 будинків і 273 мешканці.
За даними етнографічної експедиції 1869—1870 років під керівництвом Павла Чубинського, у селі переважно проживали римо-католики, меншою мірою — греко-католики, які розмовляли українською мовою.
1872 року місцева греко-католицька парафія налічувала 780 вірян.
У 1890 р. було 60 будинків, парафіяльна церква, початкова школа, водяний млин, 473 мешканці, село входило до волості (ґміни) Турно Володавського повіту.
20 серпня 1927 р. центр волості перенесено з Турно до Волоської Волі.
23 листопада 1941 року Михайло Дяченко одружився з донькою місцевого кооператора Івана Савчука Марією.
Як звітував командир сотні УПА Іван Романечко («Ярий») у лютому 1946 року, значну частину населення села становили «калакути» («перекидчики») — українці, які прийняли римо-католицтво й вважали себе поляками.
У 1975—1998 роках село належало до Холмського воєводства.

## Населення
Демографічна структура станом на 31 березня 2011 року:
|          | Загалом | Допрацездатний вік | Працездатний вік | Постпрацездатний вік |
| -------- | ------- | ------------------ | ---------------- | -------------------- |
| Чоловіки | 156     | 36                 | 108              | 12                   |
| Жінки    | 169     | 38                 | 83               | 48                   |
| Разом    | 325     | 74                 | 191              | 60                   |